# Art Monthly
Art Monthly est un magazine d'art contemporain fondé en 1976 par Jack Wendler et Peter Townsend,. Il est basé à Londres et a une portée internationale, même si son objectif principal est l'art britannique. Le magazine est publié dix fois par an (avec des numéros doubles en été et en hiver) et est le magazine d'art contemporain le plus ancien de Grande-Bretagne. 